# 49e division d'infanterie (États-Unis)
Pour les articles homonymes, voir 49e division d'infanterie.
La 49e division d'infanterie (49th Infantry Division) est une division de l'US Army formée à partir de la 52e division d'infanterie. Cette dernière est activée le 15 août 1946, dans le cadre de la réorganisation de la garde nationale après la Seconde Guerre mondiale. Elle est assignée à la Californie et son quartier-général est situé dans cette région, tandis que son insigne représente un prospecteur d'or en référence à la ruée vers l'or en Californie. Pour célébrer le centenaire de la ruée de 1849, la Californie demande que l'unité devienne la 49e division, ce qui est accepté par la garde nationale et est d'effet rétroactif. L'unité est finalement désactivée le 29 janvier 1968.

## Liens web
- (en) « 49th Infantry Division », California State Military Museum (consulté le 15 mai 2016)